# Журавлёв, Даниил Николаевич
Дании́л Никола́евич Журавлёв (род. 8 апреля 2000 года, Опалиха, Кстовский район, Нижегородская область) — российский хоккеист, защитник клуба «Ак Барс». Мастер спорта России (2021).

## Биография
Отец — футбольный тренер, поставил сына на коньки в три года. С шести лет — в спортивной школе «Торпедо» НН. С 12 лет — в системе казанского «Ак Барса», начинал заниматься в группе Айрата Мирханова. С сезона 2016/17 — в составе клуба МХЛ «Ирбис». С сезона 2017/18 — в клубе ВХЛ «Барс». 3 сентября 2019 года дебютировал в КХЛ за «Ак Барс» в гостевом матче против ЦСКА (2:3).
Участник юниорского чемпионата мира 2018 (6 место). Бронзовый призёр молодёжного чемпионата мира 2019, серебряный призёр молодёжного чемпионата мира 2020.